# 威斯康辛州議會大廈
威斯康辛州議會大廈（英語：Wisconsin State Capitol）是位於美國威斯康辛州首府麥迪遜的一座建築，除了威斯康辛州議會之外，威斯康辛州長辦公室和威斯康辛州最高法院也位於這裡。大廈高284.5英尺（約86.7米），僅比華盛頓的美國國會大廈低3英尺，是麥迪遜最高的建築。

## 外部連結
- Information on the State Capitol
- Wisconsin State Capitol Historic Structure Report (1995-2005) （页面存档备份，存于）